# التاكسي الغريب: في الغابة
التاكسي الغريب: في الغابة (映画 オッドタクシー イン・ザ・ウッズ Eiga Oddo Takushī In za Uzzu) هو فيلم رسوم متحركة ياباني مقتبس عن أنمي التاكسي الغريب (2021)، مع حصول آسميك أيس على حقوق التوزيع المحلية للفيلم. أنتج كازويا كينوموتو السيناريو الأصلي للفيلم وعمل ككاتب، في حين أن باكو كينوشيتا سيكون مُخرج الفيلم.

## الحبكة
وُصفت حبكة الفيلم بأنها «إعادة تشكيل» لأحداث سلسلة 2021، وفقًا لبيان صحفي صادر عن فاميتسو، مع تصوير للأحداث التي وقعت بعد نهاية المسلسل. تركز حبكة المسلسل الأصلي على أودوكاوا، وهو سائق تاكسي فظ في منتصف العمر، يورطه تفاعله مع عملائه في اختفاء فتاة مؤخرًا.

## الأصوات
تم إدراج قائمة أولية بواسطة فاميتسو لممثلين الفيلم. الممثلون الرئيسيون يعيدون تمثيل أدوارهم من المسلسل الرئيسي.
| الشخصية                         | الياباني             |
| ------------------------------- | -------------------- |
| هيروشي أودوكاوا                 | ناتسوكي هاني         |
| ميهو شيراكاوا                   | ريهو إيدا            |
| ايومو جوريكي                    | ريوهيه كيمورا        |
| إيجي كاكيهانا                   | كابي ياماغوتشي       |
| روي نيكايدو                     | سوزوكو ميموري        |
| شيهو إيشيمورا                   | مويكا كويزومي        |
| يوكي ميتسويا                    | ماناتسو موراكامي     |
| كينشيرو وكوشيرو ديمون           | كوهي وآسي            |
| شيباجاكي وبابا (الإنسان العاقل) | يوسكي وتسوهيرو تسودا |

## الإنتاج
تم الإعلان عن إنتاج الفيلم في 25 ديسمبر 2021 عبر المسلسل الرسمي على تويتر. التاريخ يتوافق مع تاريخ خاتمة المسلسل داخل السلسلة نفسها. في الإصدار الأولي، صورت المواد الترويجية بطل المسلسل أودوكاوا في غرفة الاستجواب، مما أثار التكهنات بشأن مؤامرة الفيلم. تميزت مقطورة الفيلم بمزيج من اللقطات السابقة من المسلسل ولقطات جديدة تمامًا. من المقرر إطلاق الفيلم في 1 أبريل 2022 في اليابان، بتاريخ إصدار دولي غير معروف. تم الكشف أيضًا عن أن فريق الممثلين من سلسلة 2021 سيعيدون تمثيل أدوارهم في الفيلم. كما سيترأس إنتاج الفيلم المخرج باكو كينوشيتا والكاتب كازويا كونوموتو. أعلنت شركة كرانشي رول فيما بعد أنها حصلت على حقوق التوزيع في أمريكا الشمالية، بينما حصلت آسميك أيس على حقوق التوزيع اليابانية.